# ГЕС Тоцугава I
ГЕС Тоцугава I (十津川第一発電所) – гідроелектростанція в Японії на острові Хонсю. Знаходячись перед ГЕС Тоцугава II, становить верхній ступінь каскаду на річці Кумано, яка впадає до Тихого океану за два десятки кілометрів від південної околиці міста Кумано.

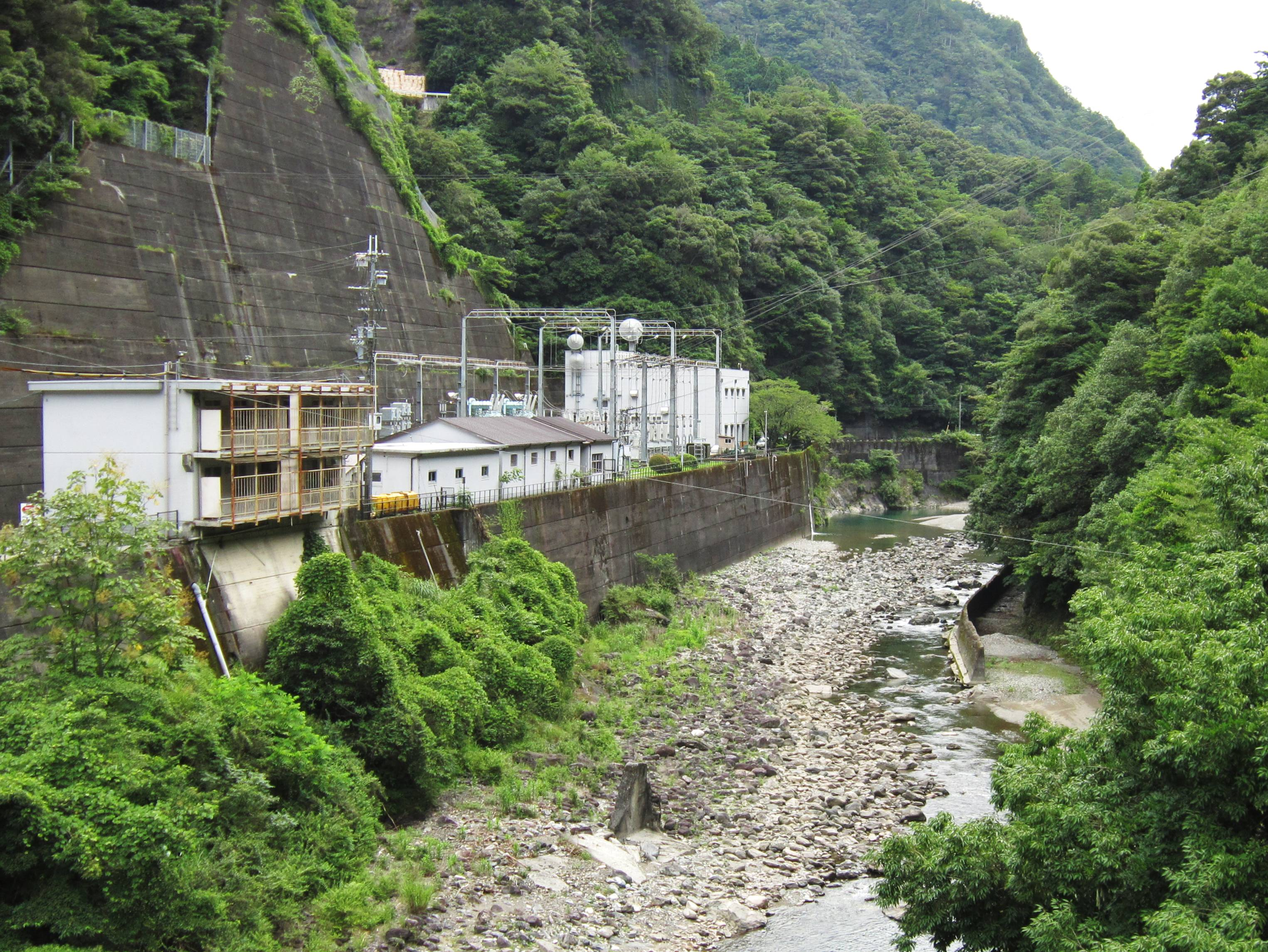
Будівлі над машинним залом станції

В межах проекту річку перекрили бетонною гравітайційною греблею Кадзея висотою 101 метр та довжиною 330 метрів, яка потребувала 592 тис м3 матеріалу. Вона утворила водосховище з площею поверхні 4,46 км2 і об’ємом 130 млн м3 (корисний об’єм 89 млн м3). 

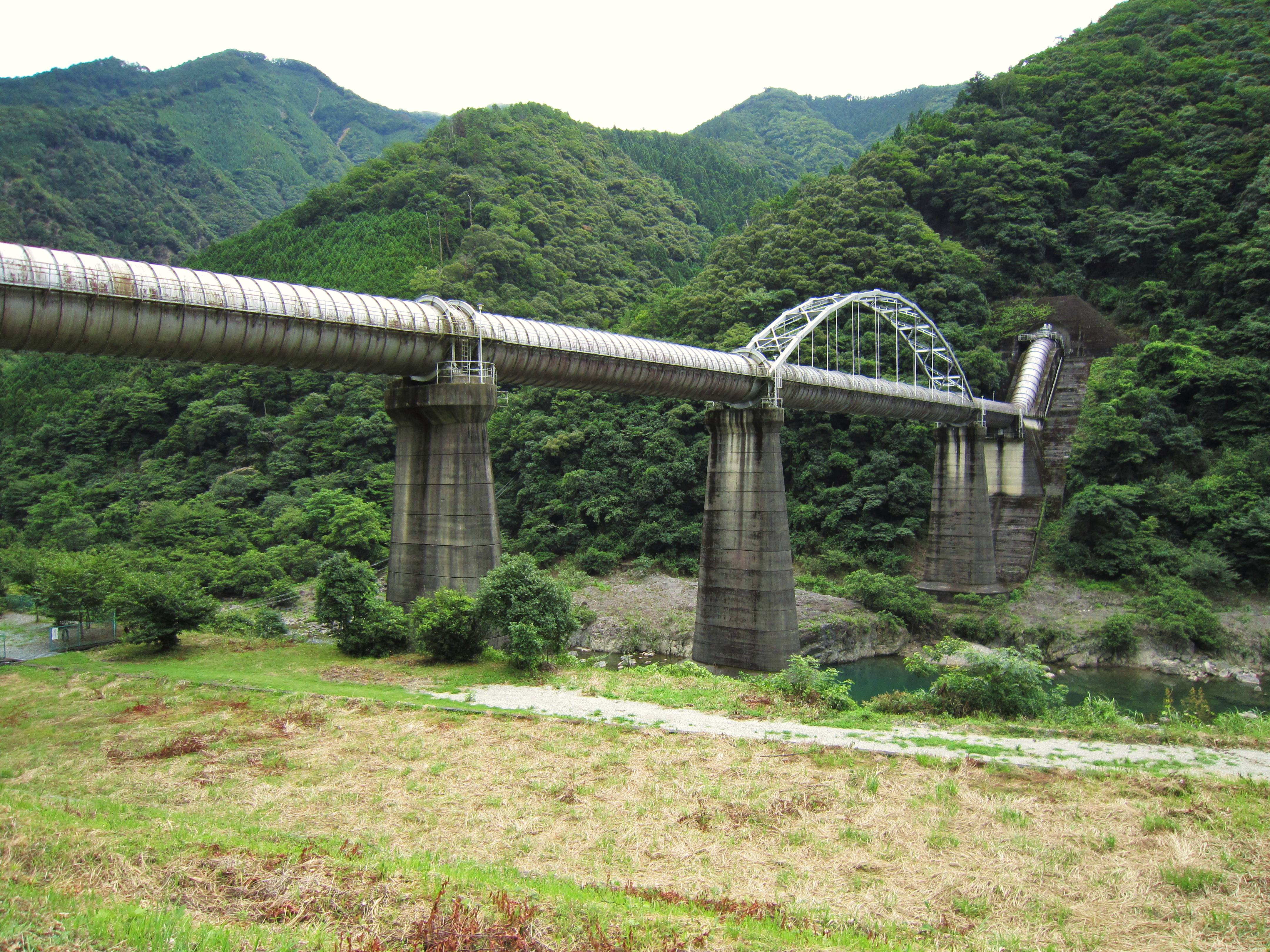
Акведук, за допомогою якого дериваційна траса переходить з правого на лівий берег Кумано

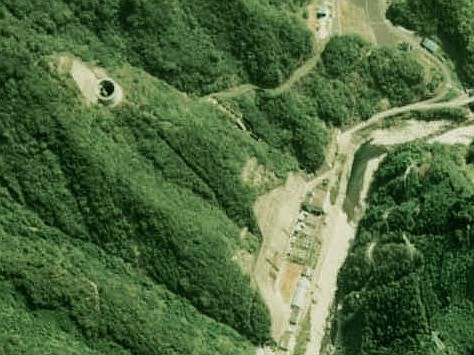
Вид зверху на район машинного залу. Зліва видно вихід вирівнювального резервуару

Зі сховища бере початок головний дериваційний тунель довжиною 9,2 км та діаметром 5,2 метра. На своєму шляху він приймає два бічні відгалуження від водозаборів на лівих притоках Кумано річках Такігава та Ашіносегава, які мають довжину 4,2 км та 4,3 км відповідно. При цьому на Такігаві звели невелику бетонну аркову греблю висотою 21 метр та довжиною 81 метр, яка потребувала 2 тис м3 матеріалу та утримує водойму з площею поверхні 3 гектари та об’ємом 176 тис м3.
Тунель продовжує напірний водовід довжиною 0,17 км зі спадаючим діаметром від 5,2 до 3,9 метра. Через нього вода надходить до напівзаглибленого машинного залу, спорудженого в долині Ашіносегави незадовго до її впадіння у Кумано. В системі також працює вирівнювальний резервуар висотою 69 метрів з діаметром від 15 до 20 метрів.
Основне обладнання станції становлять дві турбіни типу Френсіс потужністю по 40 МВт (номінальна потужність станції становить 75 МВт), які використовують напір у 144 метра.
Відпрацьована вода повертається до Кумано по відвідному тунелю довжиною 1 км з діаметром 5,5 метра.
Видача продукції відбувається по ЛЕП, розрахованій на роботу під напругою 154 кВ.